# Elaho
L'Elaho est une rivière de 70 km de longueur située en Colombie-Britannique, au sud-ouest du Canada.
La rivière prend sa source dans la Chaîne Côtière, au nord-ouest des villes de Whistler et Pemberton. Elle se jette dans la Squamish et est connue pour la pratique du Kayaket du rafting et pour les paysages de haute montagne qu'elle traverse.
L'Elaho est bien plus large que la Squamish à leur confluence, elle est souvent sujette à des inondations très rapides.

## Images

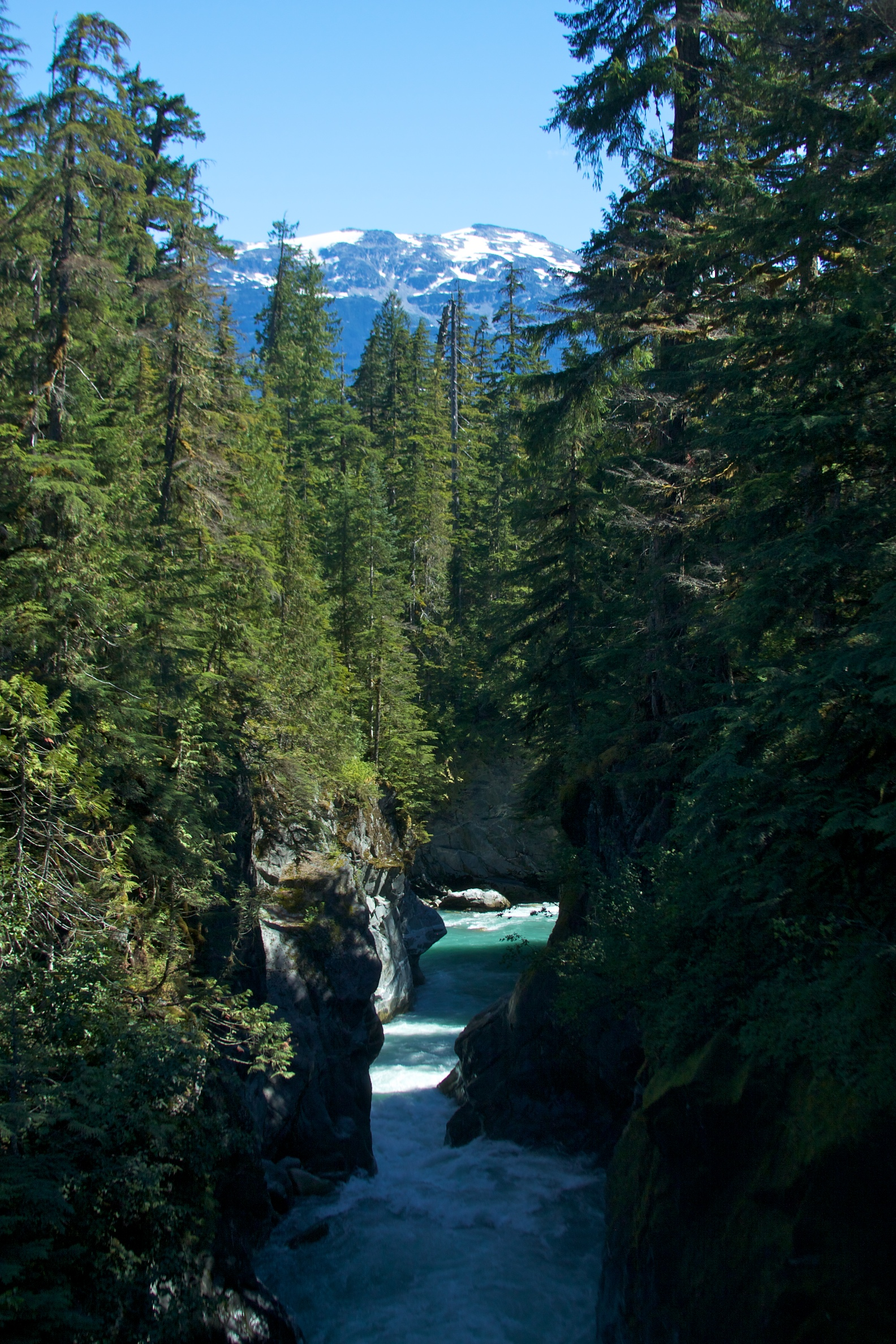
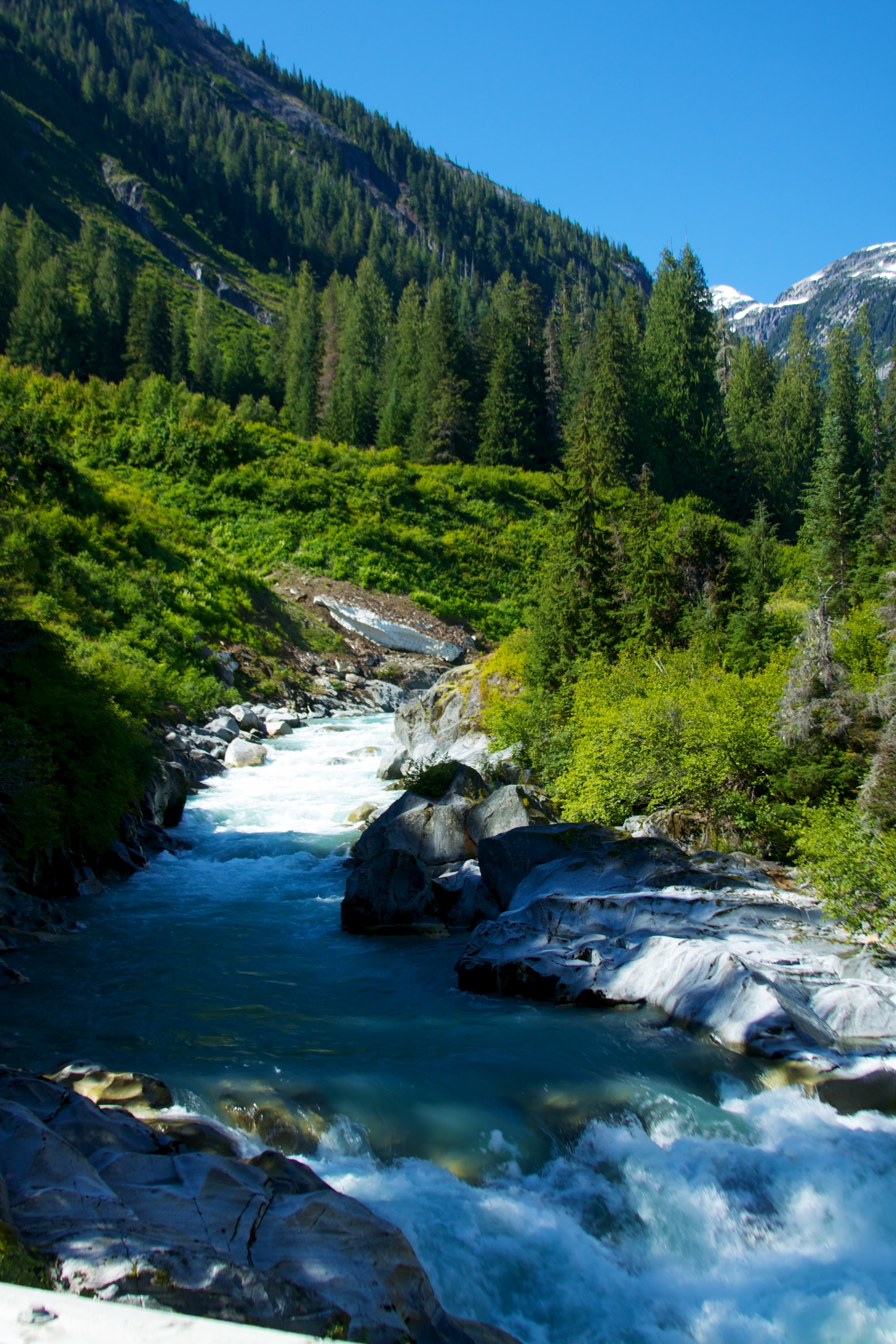
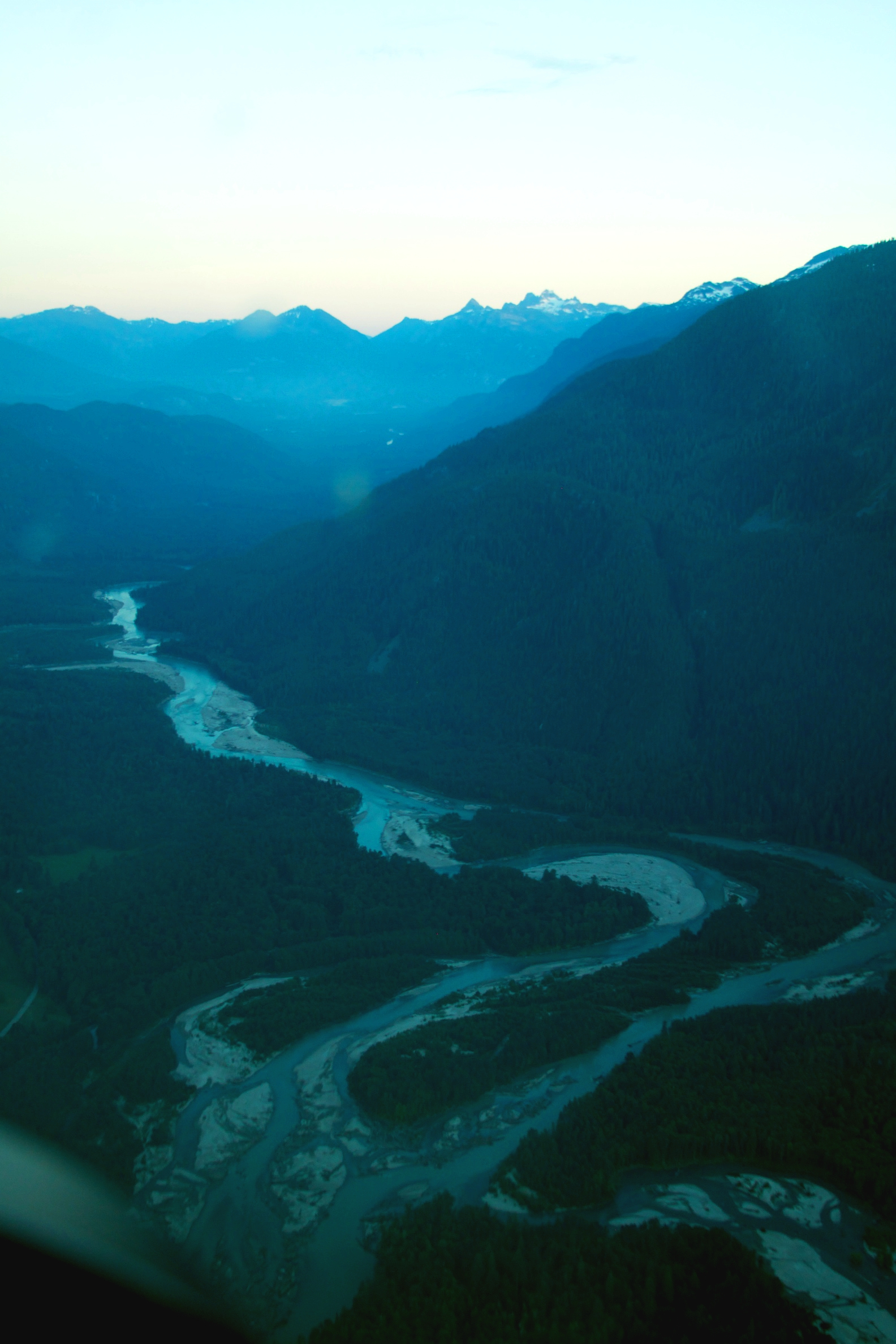

## Source
- (en) Cet article est partiellement ou en totalité issu de l’article de Wikipédia en anglais intitulé « Elaho River » (voir la liste des auteurs).